# Фаулбах
Фаулбах (њем. Faulbach) општина је у њемачкој савезној држави Баварска. Једно је од 32 општинска средишта округа Милтенберг. Према процјени из 2010. у општини је живјело 2.747 становника. Посједује регионалну шифру (AGS) 9676124.

## Географски и демографски подаци
Фаулбах се налази у савезној држави Баварска у округу Милтенберг. Општина се налази на надморској висини од 142 метра. Површина општине износи 11,0 km². У самом мјесту је, према процјени из 2010. године, живјело 2.747 становника. Просјечна густина становништва износи 250 становника/km².